# 2 Fast 2 Furious
2 Fast 2 Furious is Amerikaanse speelfilm uit 2003 onder regie van John Singleton. De film is een vervolg op The Fast and the Furious.

## Verhaal
Brian O'Connor, een agent die in ongenade is gevallen, betaalt een zware prijs voor zijn snelheidsverslaving. Voor zover zijn bazen denken, heeft het heethoofd een van de grootste undercoveroperaties ooit verknald.
De politie in Miami heeft dringend zijn hulp nodig om Carter Verone, een flashy zakenman die zijn import- en exportbedrijf gebruikt om geld wit te wassen, op te pakken. O’Connor aanvaardt het voorstel, op voorwaarde dat hij op pad mag met zijn jeugdvriend Roman Pearce, die net als hij bezeten is van snelle wagens. Wanneer zij samen zich aan de afspraak houden met de politie, zal hun volledige strafblad voortaan schoon zijn.
Ze sluiten zich aan bij Verone, om zogenaamd veel geld te gaan verdienen. In werkelijkheid willen ze Verone betrappen op een misdaad, om hem zo op te kunnen sluiten. O'Connor en Pearce moeten van Verone een geheim pakketje bezorgen. Wanneer zij dit goed zullen bezorgen bij Verone, krijgen ze elk 100.000 dollar. Ze geven deze informatie door aan de politie, die hen tijdens de rit zal volgen.

## Rolverdeling
| Acteur        | Personage      |
| ------------- | -------------- |
| Paul Walker   | Brian O'Conner |
| Tyrese Gibson | Roman Pearce   |
| Eva Mendes    | Monica Fuentes |
| Cole Hauser   | Carter Verone  |
| Ludacris      | Tej            |
| Devon Aoki    | Suki           |
| Thom Barry    | Bilkins        |
| James Remar   | Markham        |
| Matt Gallini  | Enrique        |

## Muziek
De originele film werd gecomponeerd door David Arnold. Ook is er muziek in de film gebruikt van onder andere R. Kelly, Joe Budden en Pitbull.